# Duderhofer Höhen
Die Duderhofer Höhen (russisch Дудергофские высоты) sind ein kleiner Höhenzug südwestlich der russischen Stadt Sankt Petersburg. Benannt sind sie nach der nahegelegenen Ansiedlung Moschaiskaja (Duderhof). 
Sie sind im Rajon Krasnoje Selo, und südlich der Stadt Krasnoje Selo, am Nordende des Ischora-Plateaus gelegen. Die Anhöhen bestehen aus der südlich gelegenen Orechowajaanhöhe (russisch Ореховая гора, Haselnusshügel, 59°41′51″N 30°07′55″E), der höchsten Erhebung im Raum Sankt Petersburg mit 176 m und der nördlich gelegenen Woronjaanhöhe (russisch Воронья гора, Krähenhügel, 59°42′09″N 30°07′38″E), mit einer Höhe von 147 m.